# Disepalum
Disepalum é um género botânico pertencente à família Annonaceae.